# Domenico Sesta
Domenico Sesta detto Mimmo (Vieste, 29 gennaio 1937 – 5 maggio 2002) è stato un ingegnere italiano.
È divenuto famoso per aver fatto fuggire diverse persone da Berlino Est a Berlino Ovest attraverso un tunnel sotterraneo da lui stesso ideato. La sua impresa è stata narrata nell'omonimo romanzo di sua moglie, Ellen Sesta, pubblicato in Italia nel 2002, dal quale è stata tratta, nel 2004, la miniserie televisiva Il tunnel della libertà.

## Biografia
Domenico Sesta nacque a Vieste il 29 gennaio 1937, da Epifanio (falegname) e Carolina Rado (sarta) in Via Montegrappa n.6. Frequentò la scuola elementare di Vieste fino al 4º anno, per poi essere trasferito nel Convitto Nazionale di Lucera, in quanto orfano di guerra. Suo padre infatti morì il 21 agosto 1937 nella Guerra Civile Spagnola. Ritornò a Vieste per le feste e le vacanze estive, fino a quando la famiglia si trasferì definitivamente a Chioggia, dove alla madre, vedova di guerra, fu assegnato un impiego statale. Dopo le scuole superiori, Mimmo si iscrisse all'Università di Berlino (alla facoltà di Ingegneria Civile), dove visse in stretta amicizia con un altro studente italiano, Luigi Spina, conosciuto a Gorizia durante le superiori.
A Berlino i due ragazzi strinsero diverse amicizie con gli studenti tedeschi, fra cui Peter Smith. Quest'ultimo, dopo la chiusura dei blocchi di frontiera da parte dei sovietici e la costruzione del Muro di Berlino, rimase bloccato insieme ad altri amici a Berlino Est. Mimmo decise così di aiutarlo a fuggire insieme alla sua famiglia attraverso un tunnel sotterraneo. Mimmo e Gigi, insieme ad altri amici riusciti a fuggire da Berlino Est, impiegarono circa un anno per costruire il tunnel e riuscirono a far fuggire l'amico Peter e la sua famiglia, assieme ad altre 26 persone.
Durante il soggiorno a Berlino, Mimmo conobbe Ellen, una ragazza che lavorava in un bar. I due si innamorarono poco tempo dopo il loro incontro e la ragazza giocò un ruolo fondamentale nell'impresa del tunnel, poiché assunse il ruolo di staffetta per guidare i fuggiaschi verso il punto di fuga. Mimmo ed Ellen si sposarono nel 1963, continuando a far fuggire molti altri tedeschi dall'Est verso l'Occidente, attraverso una rete clandestina che produceva documenti falsi.
Il presidente italiano Carlo Azeglio Ciampi nel 2000 insignì Mimmo e Gigi di medaglia d'oro al Valor Civile. Il cuore di Mimmo si è fermato per una crisi cardiaca il 5 maggio 2002, un mese prima dell'uscita del romanzo della moglie in Italia.